# Voise
Voise és un municipi francès, situat al departament de l'Eure i Loir i a la regió de Centre – Vall del Loira. L'any 2007 tenia 271 habitants.

## Demografia

### Població
El 2007 la població de fet de Voise era de 271 persones. Hi havia 104 famílies, de les quals 28 eren unipersonals (16 homes vivint sols i 12 dones vivint soles), 24 parelles sense fills, 40 parelles amb fills i 12 famílies monoparentals amb fills.
La població ha evolucionat segons el següent gràfic:
Habitants censats

### Habitatges
El 2007 hi havia 122 habitatges, 104 eren l'habitatge principal de la família, 9 eren segones residències i 9 estaven desocupats. 120 eren cases i 2 eren apartaments. Dels 104 habitatges principals, 93 estaven ocupats pels seus propietaris i 11 estaven llogats i ocupats pels llogaters; 8 tenien dues cambres, 14 en tenien tres, 29 en tenien quatre i 53 en tenien cinc o més. 89 habitatges disposaven pel capbaix d'una plaça de pàrquing. A 48 habitatges hi havia un automòbil i a 47 n'hi havia dos o més.

### Piràmide de població
La piràmide de població per edats i sexe el 2009 era:
| Homes | Edats   | Dones |
| ----- | ------- | ----- |
| 0     | 95 o +  | 0     |
| 0     | 90 a 94 | 4     |
| 0     | 85 a 89 | 0     |
| 0     | 80 a 84 | 0     |
| 0     | 75 a 79 | 16    |
| 12    | 70 a 74 | 4     |
| 4     | 65 a 69 | 8     |
| 4     | 60 a 64 | 0     |
| 0     | 55 a 59 | 4     |
| 4     | 50 a 54 | 0     |
| 8     | 45 a 49 | 4     |
| 12    | 40 a 44 | 20    |
| 4     | 35 a 39 | 16    |
| 16    | 30 a 34 | 0     |
| 4     | 25 a 29 | 12    |
| 8     | 20 a 24 | 4     |
| 12    | 15 a 19 | 8     |
| 12    | 10 a 14 | 16    |
| 8     | 5 a 9   | 8     |
| 4     | 0 a 4   | 16    |

## Economia
El 2007 la població en edat de treballar era de 161 persones, 132 eren actives i 29 eren inactives. De les 132 persones actives 119 estaven ocupades (63 homes i 56 dones) i 13 estaven aturades (4 homes i 9 dones). De les 29 persones inactives 9 estaven jubilades, 9 estaven estudiant i 11 estaven classificades com a «altres inactius».

### Ingressos
El 2009 a Voise hi havia 107 unitats fiscals que integraven 292,5 persones, la mediana anual d'ingressos fiscals per persona era de 18.805 €.

### Activitats econòmiques
Dels 5 establiments que hi havia el 2007, 3 eren d'empreses de construcció, 1 d'una empresa de serveis i 1 d'una entitat de l'administració pública.
Dels 3 establiments de servei als particulars que hi havia el 2009, 1 era un paleta, 1 lampisteria i 1 electricista.
L'any 2000 a Voise hi havia 6 explotacions agrícoles que ocupaven un total de 420 hectàrees.

## Poblacions més properes
El següent diagrama mostra les poblacions més properes.